# Лос-Аламос (Чили)
Лос-Аламос (исп. Los Álamos) — город в Чили. Административный центр одноимённой коммуны. Население — 13 035 человек (2002). Город и коммуна входит в состав провинции Арауко и области Био-Био.
Территория коммуны — 599,1 км². Численность населения — 20 185 жителей (2007). Плотность населения — 33,69 чел./км².

## Расположение
Город  расположен в 95 км юго-западнее административного центра области — города Консепсьон и в 16 км восточнее административного центра провинции — города Лебу.
Коммуна граничит:
- на севере — с коммуной Куранилауэ
- на востоке — с коммуной Анголь
- на юге — с коммуной Каньете
- на западе — с коммуной Лебу

На юго-западе коммуны расположен Тихий океан.

## Демография
Согласно сведениям, собранным в ходе переписи Национальным институтом статистики,  население коммуны составляет 20 185 человек, из которых 10 270 мужчин и 9915 женщин.
Население коммуны составляет 1,02 % от общей численности населения области Био-Био. 10,38 %  относится к сельскому населению и 89,62 % — городское население.

### Важнейшие населённые пункты коммуны
- Лос-Аламос (город) — 13 035 жителей
- Антигуала (посёлок) — 3359 жителей